# Тео
Тео (гал. Teo, ісп. Teo) — муніципалітет в Іспанії, у складі автономної спільноти Галісія, у провінції Ла-Корунья. Населення — 17 807 осіб (2009).
Муніципалітет розташований на відстані близько 476 км на північний захід від Мадрида, 69 км на південь від Ла-Коруньї.

## Демографія
Динаміка населення (INE ):

## Галерея зображень

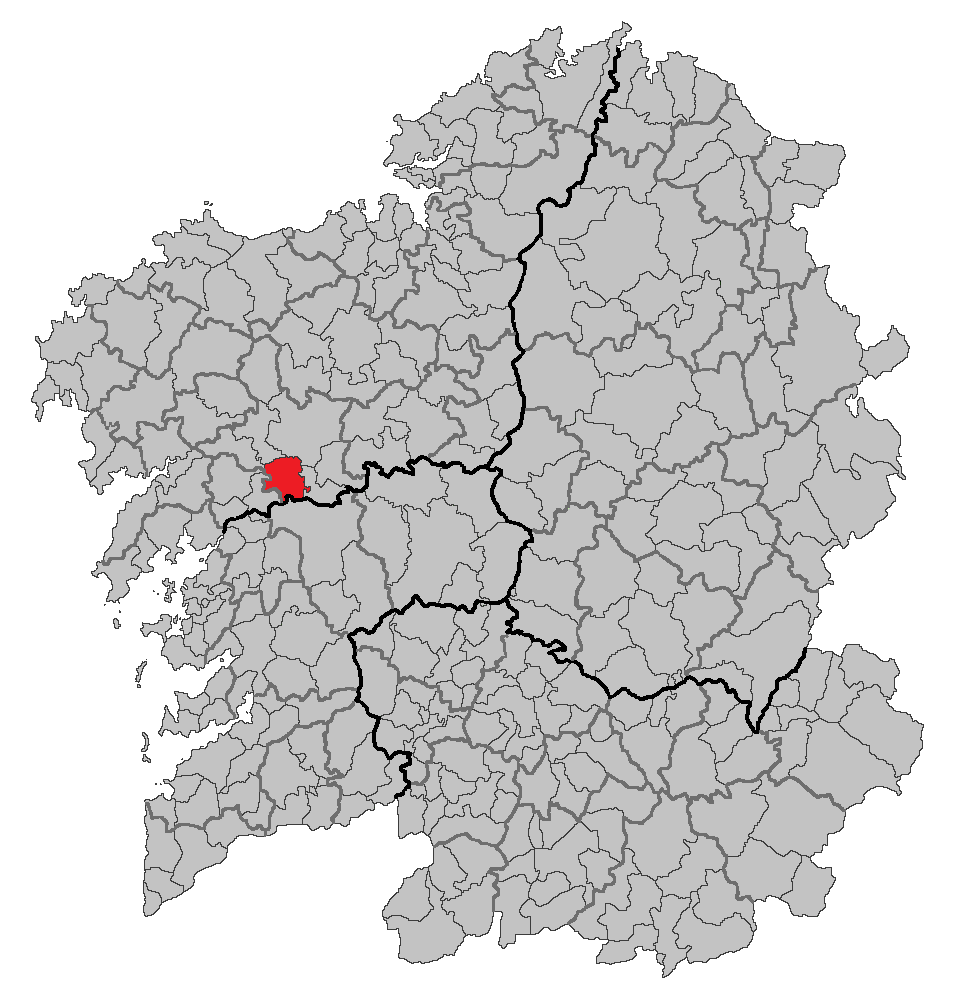
Розташування муніципалітету